# 山添藤真
山添 藤真（やまぞえ とうま、1981年12月23日 - ）は、日本の政治家。京都府与謝野町長（3期）。元与謝野町議会議員（1期）。

## 来歴
宮崎県三股町生まれ。生家は京都府北部丹後地方で江戸時代から続く丹後ちりめん織元。与謝野町立岩滝小学校、与謝野町宮津市中学校組合立橋立中学校卒業。2000年（平成12年）3月、京都府立宮津高等学校卒業。
糸井嘉男とは小・中・高の同級生で、中学校までは糸井と共に野球部でプレイした。
2002年（平成14年）4月、フランスへ渡る。2004年（平成16年）9月、フランス国立建築大学パリ・マラケ校入学。2006年（平成18年）9月、フランス国立社会科学高等研究院パリ校入学。2008年（平成20年）6月、同校2年次修了。
2009年（平成21年）5月、尾崎行雄記念財団主催咢堂塾に入塾。2010年（平成22年）2月、同塾を修了。同年4月の与謝野町議会議員選挙に立候補し初当選。
2014年（平成26年）4月6日に行われた与謝野町長選挙に立候補し、自由民主党の推薦を受けた元町議会議長の赤松孝一、日本共産党役員の野村生八らを破り初当選した。4月16日、町長就任。
2018年（平成30年）、前町議の小牧義昭を破り再選。投票率は67.83％で過去最低を記録した。
2022年（令和４年）、前町議の下村隆夫を破り三選。投票率は63.34％で過去最低を記録した。